# Arthrocardia silvae
Arthrocardia silvae H.W. Johansen, 1971  é o nome botânico  de uma espécie de algas vermelhas pluricelulares do gênero Arthrocardia.
- São algas marinhas encontradas na Califórnia, Columbia Britânica, Oregon  e Washington.

## Sinonímia
Não apresenta sinônimos.